# Danh sách cuộc viếng thăm Việt Nam của thủ tướng Singapore

Huy hiệu phủ Thủ tướng Singapore

Thủ tướng Singapore thăm Việt Nam là các chuyến thăm của các Thủ tướng Singapore đến Việt Nam vào những thời điểm khác nhau và những chuyến đi đó cũng có những mục đích, tác động khác nhau. Tính đến tháng 11 năm 2017, đã có 2 vị thủ tướng Singapore với 11 lần viếng thăm Việt Nam.
| STT | Thủ tướng                                      | Hình ảnh                    | Thời gian                     | Điểm đến                                                 | Ghi chú        |
| --- | ---------------------------------------------- | --------------------------- | ----------------------------- | -------------------------------------------------------- | -------------- |
| 1   | Ngô Tác Đống Goh Chok Tong (Thủ tướng thứ 2)   |                             | tháng 3 năm 1994              | Hà Nội                                                   |                |
| 2   | Ngô Tác Đống Goh Chok Tong (Thủ tướng thứ 2)   | tháng 12 năm 1998           | Hà Nội                        |                                                          |                |
| 3   | Ngô Tác Đống Goh Chok Tong (Thủ tướng thứ 2)   | tháng 3 năm 2003            |                               |                                                          |                |
| 4   | Lý Hiển Long Lee Hsien Loong (Thủ tướng thứ 3) |                             | tháng 10 năm 2004             | Hà Nội                                                   | Tham dự ASEM 5 |
| 5   | Lý Hiển Long Lee Hsien Loong (Thủ tướng thứ 3) | 6 đến 7 tháng 12 năm 2004   |                               |                                                          |                |
| 6   | Lý Hiển Long Lee Hsien Loong (Thủ tướng thứ 3) | tháng 9 năm 2006            | Bình Dương                    | Tham dự Lễ kỷ niệm 10 thành lập VSIP                     |                |
| 7   | Lý Hiển Long Lee Hsien Loong (Thủ tướng thứ 3) | tháng 11 năm 2006           | Hà Nội                        | Tham dự APEC 2006                                        |                |
| 8   | Lý Hiển Long Lee Hsien Loong (Thủ tướng thứ 3) | năm 2010                    | Hà Nội                        |                                                          |                |
| 9   | Lý Hiển Long Lee Hsien Loong (Thủ tướng thứ 3) | 11 đến 13 tháng 9 năm 2013  | Hà Nội                        | Kỷ niệm 40 năm thiết lập quan hệ ngoại giao              |                |
| 10  | Lý Hiển Long Lee Hsien Loong (Thủ tướng thứ 3) | 21 đến 24 tháng 3 năm 2017  | Thành phố Hồ Chí Minh, Hà Nội |                                                          |                |
| 11  | Lý Hiển Long Lee Hsien Loong (Thủ tướng thứ 3) | 10 đến 11 tháng 11 năm 2017 | Đà Nẵng                       | Tham dự APEC 2017                                        |                |
| 12  | Lý Hiển Long Lee Hsien Loong (Thủ tướng thứ 3) | tháng 9 năm 2018            |                               | Tham dự Hội nghị Diễn đàn Kinh tế Thế giới về ASEAN 2018 |                |
| 13  | Lý Hiển Long Lee Hsien Loong (Thủ tướng thứ 3) | 27 đến 29 tháng 8 năm 2023  | Hà Nội                        |                                                          |                |

## Lý Hiển Long

### Lần thứ ba
Thủ tướng Nguyễn Tấn Dũng, Thủ tướng Singapore Lý Hiển Long, nhiều Bộ trưởng, quốc vụ khanh của hai nhà nước Việt Nam và Singapore đã tham dự. Đến dự, còn có các Bí thư Tỉnh ủy, Chủ tịch Ủy ban nhân dân tỉnh vùng kinh tế trọng điểm phía nam và hơn 1.000 khách mời là các nhà doanh nghiệp nằm ở Bình Dương.
Tại lễ kỷ niệm, Chủ tịch Ủy ban nhân dân tỉnh Bình Dương Nguyễn Hoàng Sơn đã đọc báo cáo về tình hình từ khi thành lập VSIP. Sau đó là phát biểu ý kiến của Thủ tướng Singapore Lý Hiển Long và Thủ tướng Nguyễn Tấn Dũng thay mặt Chính phủ Việt Nam phát biểu ý kiến, nhiệt liệt chào mừng Thủ tướng Lý Hiển Long và Đoàn đại biểu cấp cao Singapore sang dự lễ kỷ niệm 10 năm thành lập VSIP. Ngay sau lễ kỷ niệm, Thủ tướng Nguyễn Tấn Dũng và Thủ tướng Lý Hiển Long đã ký bảng lưu niệm 10 năm thành lập VSIP và chứng kiến lễ trao giấy phép đầu tư cho chín doanh nghiệp đầu tư tại VSIP II.

### Lần thứ sáu
Thủ tướng Singapore Lý Hiển Long cùng Phu nhân thăm chính thức Việt Nam từ 11 đến 13 tháng 9 năm 2013, theo lời mời của Thủ tướng Nguyễn Tấn Dũng. Chuyến thăm là sự kiện quan trọng kỷ niệm 40 năm thiết lập quan hệ ngoại giao Việt Nam - Singapore. Nhân chuyến thăm chính thức Việt Nam của Thủ tướng Lý Hiển Long, hai bên đã ra tuyên bố chung về việc thiết lập quan hệ Đối tác chiến lược Việt Nam-Singapore.

### Lần thứ bảy

#### Thành phố Hồ Chí Minh
Ngày 21 tháng 3 năm 2017, Thủ tướng Singapore Lý Hiển Long và Phu nhân đáp máy bay xuống sân bay Tân Sơn Nhất (Thành phố Hồ Chí Minh) bắt đầu thăm chính thức Việt Nam từ ngày 21 đến 24 tháng 3 năm 2017 theo lời mời của Thủ tướng Việt Nam Nguyễn Xuân Phúc. Trong đoàn còn có ông Chan Chun Sing (Bộ trưởng Văn phòng Thủ tướng Singapore), ông Maliki Osman (Quốc vụ khanh cao cấp), bà Catherine Wong (Đại sứ Singapore tại Việt Nam), ông Baey Yam Keng (Chủ nhiệm Ủy ban cộng đồng, văn hóa và thanh niên Quốc hội Singapore), tiến sỹ Intan Azura Bte Mokhtar (Đại biểu Quốc hội Singapore),... Chiều cùng ngày đã diễn ra cuộc hội kiến giữa Lý Hiển Long với Chủ tịch Ủy ban Nhân dân Thành phố Hồ Chí Minh Nguyễn Thành Phong tại Dinh Độc Lập.
Thủ tướng Lý Hiển Long nhận xét về Thành phố Hồ Chí Minh so với lần thăm trước vào năm 2006:
| “ | Thành phố sôi động hơn rất nhiều | ” |

- Tham quan:

1. Bitexco Financial Tower: Chiều 21 tháng 3, vợ chồng Thủ tướng Lý Hiển Long đã đến thăm tòa nhà Bitexco Financial Tower tại Quận 1, Thành phố Hồ Chí Minh[1]

- Tham dự:

#### Hà Nội
Tối 22 tháng 3, Thủ tướng Singapore Lý Hiển Long cùng đoàn đã đặt chân xuống sân bay Nội Bài (Hà Nội).
Lễ đón chính thức diễn ra vào sáng 23 tháng 3 tại Phủ Chủ tịch, hội đàm với Thủ tướng Nguyễn Xuân Phúc tại Văn phòng Chính phủ. Lý Hiển Long cũng đã đến chào xã giao Tổng bí thư Nguyễn Phú Trọng, Chủ tịch nước Trần Đại Quang và Chủ tịch quốc hội Nguyễn Thị Kim Ngân.
- Thăm viếng:

1. Đài Tưởng niệm các anh hùng liệt sĩ: đoàn đã đến vòng hoa tưởng niệm.
2. Lăng Chủ tịch Hồ Chí Minh: đoàn đã đến vòng hoa tưởng niệm.

- Tham dự:

1. Lễ ra mắt cuốn sách "Hồi ký của Lý Quang Diệu": diễn ra vào chiều 22 tháng 3 tại Hà Nội

1. 1 2 3  Hình ảnh: 3 lần Thủ tướng Singapore Lý Hiển Long thăm Việt Nam VOV
2. ↑  CỘNG HOÀ XINH-GA-PO CỔNG THÔNG TIN ĐIỆN TỬ CHÍNH PHỦ
3. ↑  Kỷ niệm 10 năm khu công nghiệp Việt Nam - Singapore Báo Nhân Dân
4. ↑  Thủ tướng Singapore Lý Hiển Long và Phu nhân thăm chính thức Việt Nam Báo Bắc Giang
5. 1 2  Thủ tướng Lý Hiển Long đến Hà Nội Lưu trữ ngày 24 tháng 3 năm 2017 tại Wayback Machine Zing news
6. ↑  Thủ tướng Singapore Lý Hiển Long thăm Việt Nam BBC Tiếng Việt
7. ↑  Hình ảnh lễ đón chính thức Thủ tướng Singapore tại Phủ Chủ tịch Vietnamnet